# Marine chinoise
Ne doit pas être confondu avec Marine impériale chinoise.
Cet article concerne la marine de la république populaire de Chine. Pour la marine de Taïwan, voir marine de la république de Chine.
La Marine chinoise (nom officiel : Marine de l’Armée populaire de libération ; chinois simplifié : 中国人民解放军海军 ; chinois traditionnel : 中國人民解放軍海軍 ; hanyu pinyin : Zhōngguó Rénmín Jiěfàngjūn Hǎijūn) est la composante maritime de l'Armée populaire de libération. En 2019, avec 600 bâtiments de combat pour un tonnage de 1.5 million de tonnes, la marine chinoise est la plus importante d'Asie et la seconde marine mondiale (3e rang en 2012) avec près de 225 000 membres et plus de 400 navires de guerre.

## Histoire
L'histoire de la marine en Chine est très ancienne ; au sein de la marine impériale chinoise, la flotte de Beiyang fut, par exemple, l'une des meilleures d'Asie dans les années 1880.
L'histoire de la Force navale de l'Armée populaire de libération débute en 1949 à la fin de la guerre civile chinoise, lorsque les troupes s'emparent de 123 navires abandonnés par la Marine de l'armée nationaliste fuyant vers Taïwan. Mao Zedong affirme peu après l'indépendance : « Pour nous opposer à l'agression impérialiste, nous devons construire une marine puissante ». Dès 1950, la marine dispose d'une école pour la formation du personnel à Dalian avec l'aide de l'URSS, et l'aviation navale est créée deux ans plus tard. En 1954, 2 500 conseillers de la marine soviétique passent en Chine et les premières livraisons de navires soviétiques commencent. Avec les flottes du Nord, de l'Est et du Sud de l'armée soviétique, les deux parties envisagent sérieusement la création d'une flotte du Pacifique commune. Le 14 novembre 1954, des vedettes-torpilleurs de l’APL coulent le destroyer de la Marine de la république de Chine Tai Ping (ex-USS Decker (DE-47)), dans les îles Dachen durant la première crise du détroit de Taïwan, cela sera l’une de ses premières victoires. Dans les années qui vont suivre, il y aura d’autres batailles navales avec les forces nationalistes.
Avec la rupture sino-soviétique, ce projet de flotte du Pacifique commune ne verra jamais le jour. Et la marine chinoise doit désormais se débrouiller sans l'aide soviétique. Ainsi, dans les années 1960, la marine chinoise subit de plein fouet les conséquences du Grand Bond en avant. À la mort de Mao, la Révolution culturelle est diversement appréciée par les différentes provinces et en juillet 1967, la marine chinoise réprime une révolte à Wuhan. Ainsi, l'accent est mis sur l'alignement politique au détriment du professionnalisme militaire,.
Dans les années 1970 la marine chinoise se développe grâce à un budget qui a été considérablement augmenté jusqu'à atteindre 20 % des dépenses militaires chinoises. Le nombre de sous-marins à propulsion conventionnelle passe de 35 à 100 unités, le nombre de navires lance-missiles est multiplié par dix, passant de 20 à 200 unités. Et les premiers sous-marins à propulsion nucléaire (SNLE et SNA) commencent leur développement.

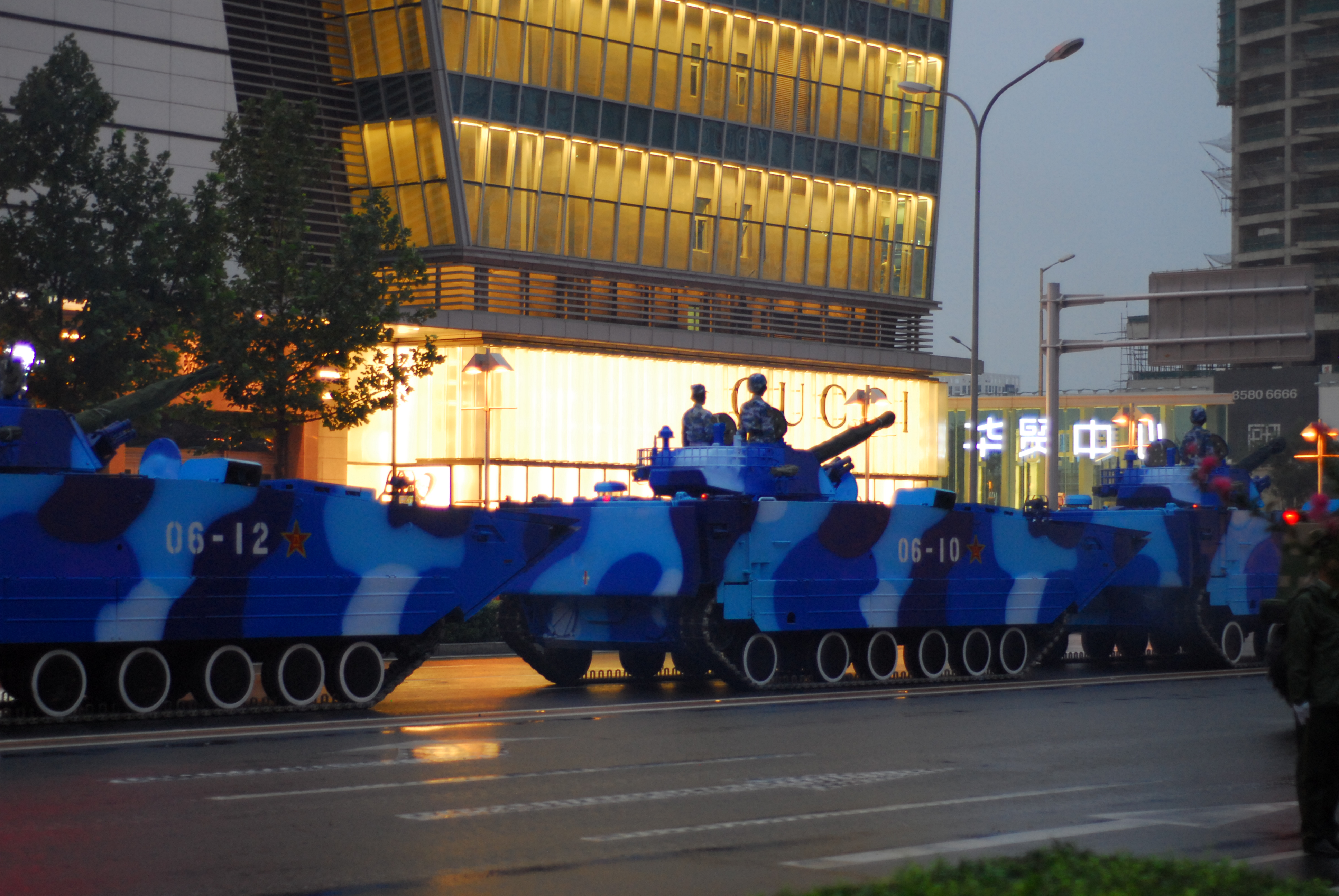
Blindés de l'infanterie de marine chinoise en 2009.

En janvier 1974, la bataille des îles Paracels contre la république du Viêt Nam fut une victoire et la Chine se trouve en position de force dans le conflit en mer de Chine méridionale.
Dans les années 1980 la marine chinoise se concentre davantage sur la qualité de ses équipements plutôt que sur la quantité. En 1982, le premier tir d'un missile MSBS a lieu et en 1986 la marine chinoise dispose d'un SNLE de Classe Xia et trois SNA de classe Han. En 2005, elle devient la troisième flotte mondiale mais souffre encore de manques importants dans la lutte anti-sous-marine, dans la guerre des mines et, en l'absence de porte-avions en service (le Liaoning (16), ex-Varyag a effectué son premier essai en mer en août 2011), dispose d'une aéronavale très limitée.
En 2015, le gouvernement édicte de nouvelles directives à l’intention des chantiers navals chinois afin que les navires qu’ils construiront puissent être utilisés par sa marine de guerre. La mise en œuvre de ces directives permettra à la Chine « de convertir le potentiel considérable de sa flotte civile en force militaire, ce qui améliorera grandement les capacités stratégiques de l’APL de projection et de soutien maritime ».
Début 2016, elle a surpassé en tonnage la flotte de surface russe avec 712 100 t pour 90 grands navires de combat contre 632 700 t pour 157 unités, mais sa force sous-marine reste encore au 3e rang mondial. La Russie disposant d'un total de 778 800 t de navires de guerre contre 754 700 t devant la Chine.
Depuis 2017, elle possède sa première base navale en territoire étranger, la base Chinoise de Doraleh à Djibouti. Elle est au centre de questions géostratégiques.
En 2019 pour son 70e anniversaire, elle est désormais au second rang mondial avec un tonnage d'un million et demi de tonnes et plus de 600 navires de guerre.
En 2019 et 2023 la marine Chinoise mène des exercices conjoints avec les marines Russe et Sud-africaine au large de l'Afrique du sud,.
En 2022, la marine Chinoise met à l'eau son 3e porte-avions, le premier qui est entièrement chinois et qui dispose d'une catapulte CATOBAR et EMALS mais à propulsion non nucléaire. Cependant il peut embarquer plus de 80 appareils. De plus, un sister's ship serait en cours d'assemblage et il y aurait des études pour un porte-avion à propulsion nucléaire afin de le livrer pour le centenaire de l'armée chinoise en 2027.

## Stratégie
Selon la loi antisécession de 2005, une des fonctions majeures de la marine chinoise est de s'assurer une suprématie militaire dans le détroit de Formose, afin de dissuader l'île de Taïwan de proclamer officiellement son indépendance. Une telle capacité militaire remettrait également en cause la capacité d'un État comme le Japon, pauvre en matières premières, à assurer ses importations, qui passent majoritairement par le détroit de Formose, ou à proximité immédiate.
La marine chinoise doit faire respecter sa vaste zone économique exclusive (ZEE). Le problème principal est donc la délimitation de cette zone très étendue, dans des mers riches en petites îles à la souveraineté contestée.

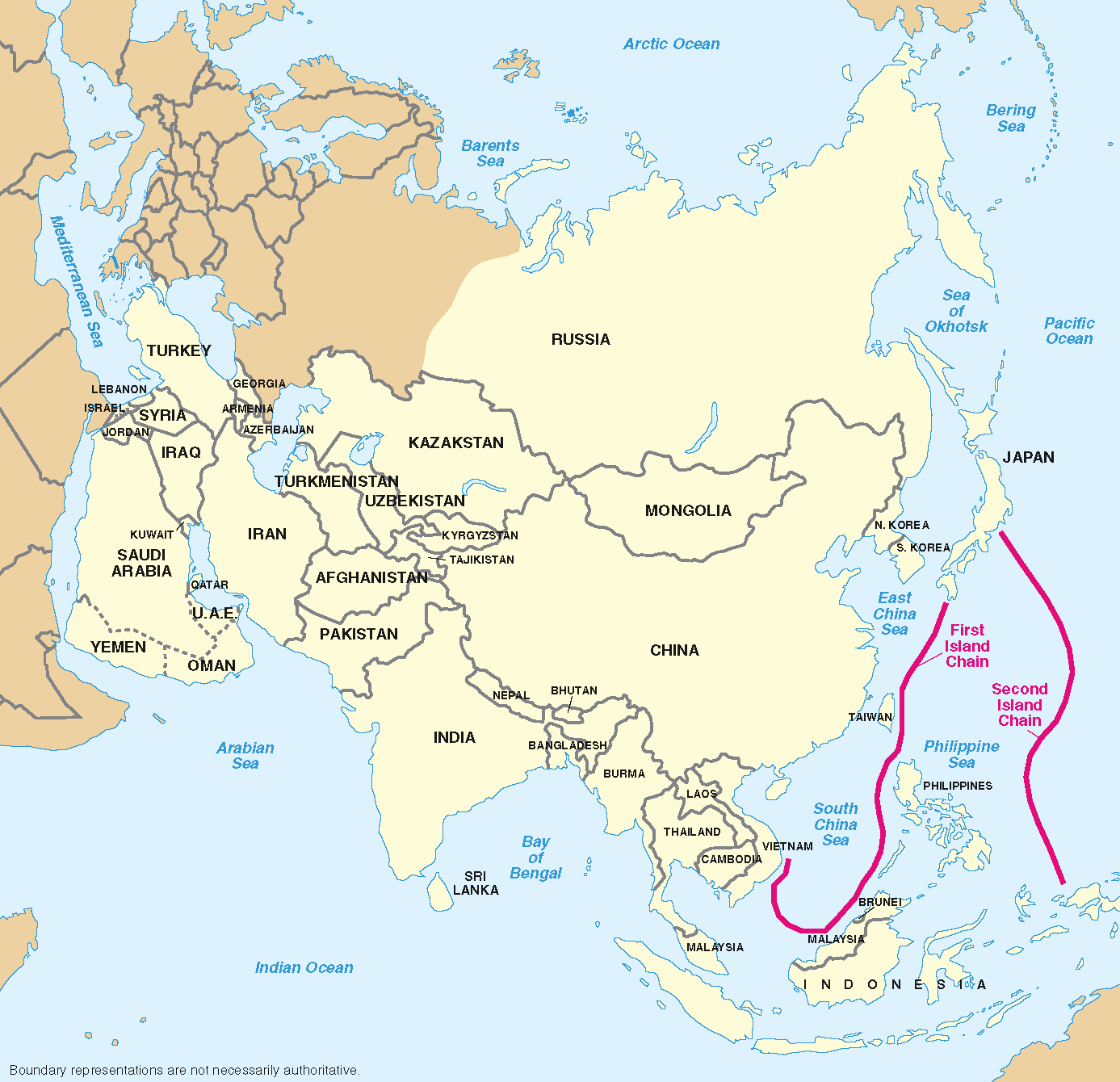
1re chaîne d'îles ou green line et la 2e chaîne d'îles ou blue line

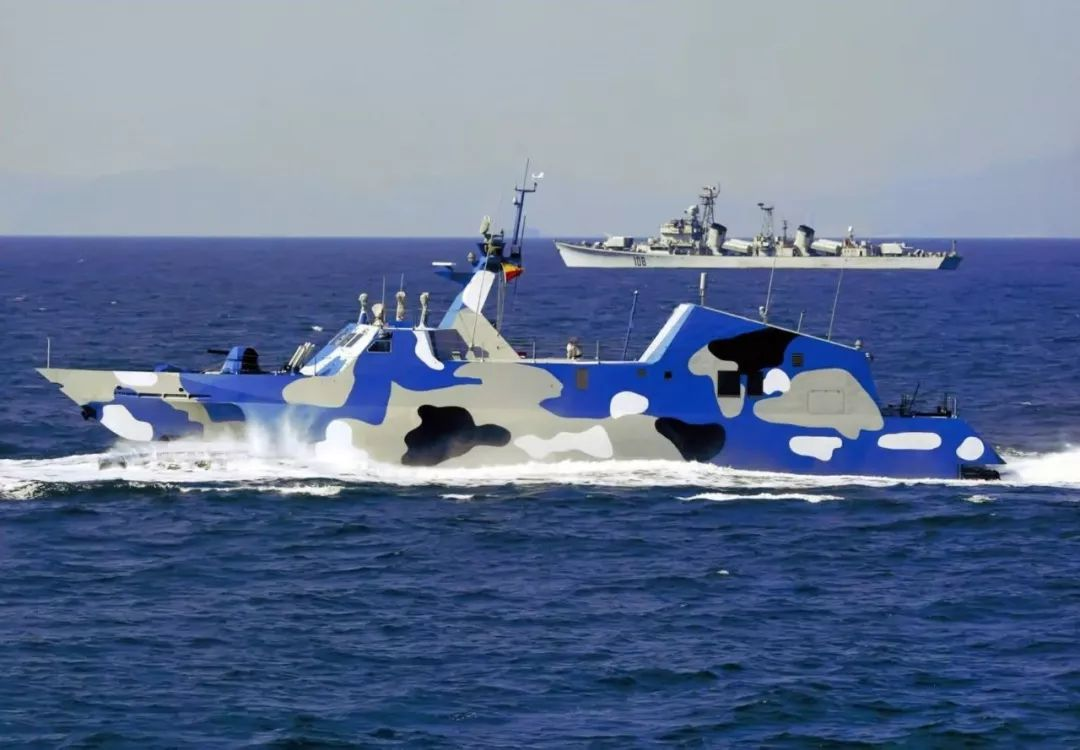
Un bateau lance-missiles Type-022 ou classe Houbei. Début aout 2011, 83 de ces catamarans sont en service, les premiers étant lancés en avril 2004.

Le Livre Blanc de la défense chinoise définit une stratégie de développement en trois temps qui reprend la doctrine de l’amiral Liu Huaqing, mise en place à la fin des années 1980. Première phase, qui doit être atteinte vers 2010 : pouvoir contenir Taïwan et le Japon en deçà de la green line grâce à l’augmentation des capacités de projection dans le détroit de Formose. À cette date, la marine chinoise espère avoir regagné une certaine parité avec la marine japonaise. Deuxième phase, entre 2010 et 2020 : pouvoir intervenir militairement jusqu’à la blue line. Pour cela, les modernisations majeures de la flotte devront avoir été réalisées. Troisième phase, qui devrait s’étendre jusqu’au milieu du XXIe siècle : pouvoir servir ses ambitions au-delà de la blue line et se positionner comme la puissance navale de l’Asie de l’Est. La marine chinoise devra pouvoir mener des guerres en réseau et interarmées, et avoir réduit son écart technologique avec l’United States Navy.
En attendant, la Chine augmente ses relations internationales et tente de se constituer un réseau de bases navales dans l'océan Indien : de l'ouest (golfe Persique et mer Rouge) à l'est (détroit de Malacca). Ces implantations de bases navales en Birmanie (celle des îles Cocos est située à proximité de la base indienne des îles Andaman), au Bangladesh (Chittagong), au Pakistan (notamment la base de Gwadar, inaugurée en 2007) et au Sri Lanka sont perçues par l'Inde comme une tentative d'encerclement naval. Fin 2017, une base navale sera ouverte à Djibouti en Afrique. La stratégie du « collier de perles », développée par Booz Allen Hamilton, est critiquée par certains experts et aurait une valeur limitée étant donné la vulnérabilité chinoise en matière de sécurisation de ses voies maritimes. Ainsi, Toshi Yoshihara, professeur à l'US Naval War College, estime : « Je ne crois pas que les Chinois cherchent à étendre leur pouvoir jusqu'à la deuxième chaîne d'îles. Le regard de Pékin est figé sur les abords de leurs côtes du sud et du sud-ouest ».
Selon des informations déclassifiées en vertu du Freedom of Information Act, les 54 sous-marins chinois auraient réalisé seulement 12 patrouilles en 2008 (soit le double par rapport à l’année précédente).

## Organisation actuelle

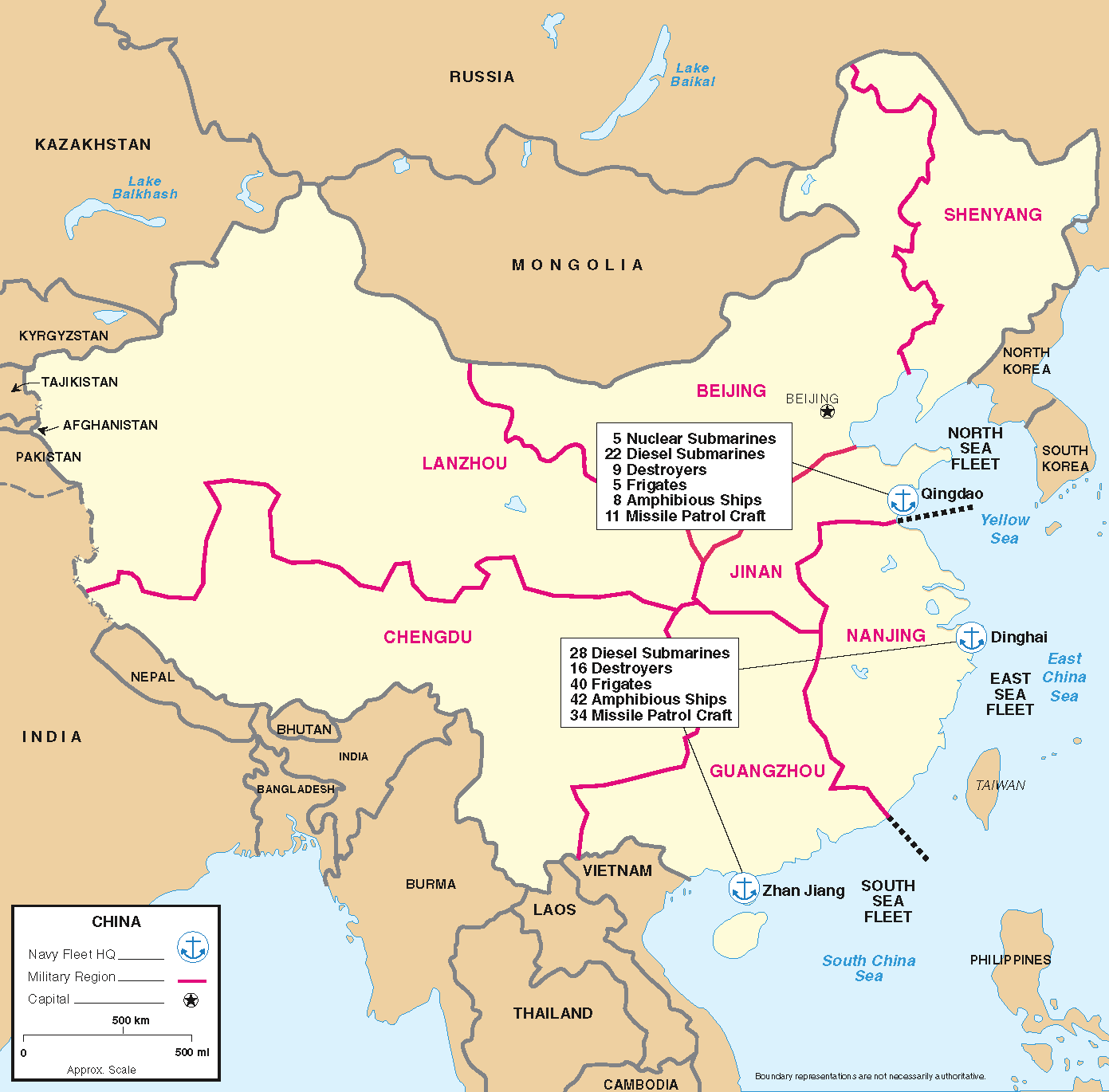
Localisation des unités navales majeures selon un rapport américain de 2006.

L'organisation actuelle (mise en place en 1987) regroupe trois flottes distinctes. Une nouvelle base navale est actuellement en construction près de Sanya. Elle sera susceptible de cacher une vingtaine de sous-marins aux satellites-espions. La marine chinoise dispose d'une aéronavale (中国人民解放军海军航空兵, Zhongguo Renmin Jiefangjun Haijun Hangkongbing (ZRJH)) de 24 000 hommes, d'une troupe d'infanterie de marine de 6 000 hommes (28 000 en temps de guerre), et d'une unité de garde-côtes de 25 000 membres[Quand ?].

### Flotte de la mer du Nord
La flotte de la mer du Nord (北海舰队), attachée à la région militaire du Jinan, couvre la mer Jaune jusqu'à la hauteur de Lianyungang. C'est la moins dotée en grands navires de surface mais elle gère les sous-marins nucléaires et réalise les tests des submersibles.
Ses bases principales sont :
- Qingdao : quartier-général et base aéronavale ;
- Lushun : base principale des destroyers.

### Flotte de la mer de l'Est
La flotte de la mer de Chine orientale (东海舰队) est chargée entre autres de la protection de Shanghai et de la surveillance de Taïwan, elle couvre la mer de Chine orientale de Lianyungang au nord à de Nan'ao et à Shantou au Sud.
Ses quartiers généraux se trouvent à Ninngbo, et ses bases principales sont :
- Zhoushan près de Ningbo, base de destroyers et de sous-marins ;
- Fujian (?) ;
- Shanghai.

### Flotte de la mer du Sud
La flotte de la mer du Sud (南海舰队) couvre la mer de Chine méridionale, du détroit de Taïwan à la frontière du Viêt Nam.
Ses bases principales sont :
- Zhanjiang : Q.G, base aéronavale, base des grandes unités de surface, Q.G. du corps de fusiliers marins ;
- Guangzhou (Canton) : base de destroyers ;
- Yulin à Sanya : base de sous-marins et des futurs porte-avions.

### Corps d'infanterie de marine
Le premier régiment de fusiliers marins de la marine de la république populaire de Chine est formé en 1953. L'effectif montera au niveau d'une division intégrée à la flotte de l’Est face à Taïwan jusqu'à sa dissolution en octobre 1957, les missions amphibies étant reprises par des unités de l’armée de terre. En 1979, il est décidé de récréer un corps d'infanterie de marine et la Première brigade de marine est activée le 5 mai 1980.
Relativement limitée avec deux brigades et un effectif de 8 à 12 000 hommes jusqu'au début des années 2010, elle voit sa puissance augmentée à quatre brigades et 20 000 hommes en 2017 et il serait planifié, selon un article d'avril 2017, une force de 100 000 hommes à la suite de l'intégration de brigades de l'armée de terre, cette dernière ayant fait passer de deux à quatre le nombre de divisions d'infanterie mécanisée amphibie en 2015. En 2017, la marine dispose de 89 navires amphibies pouvant embarquer jusqu’à 40 000 hommes.

### Forces maritimes paramilitaires

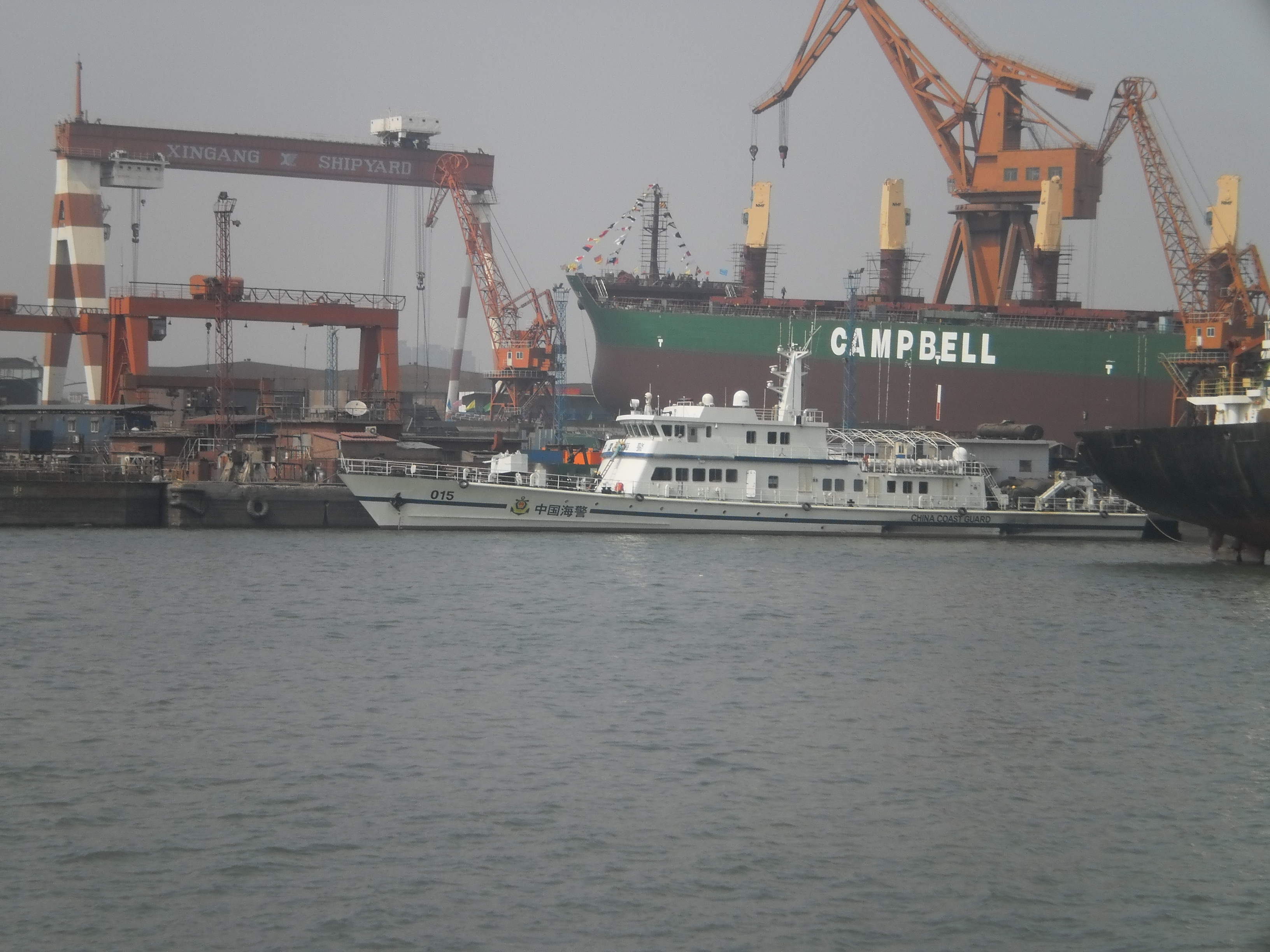
Un navire garde-côte chinois en 2011.

Outre sa marine de guerre, la Chine dispose de cinq corps paramilitaires de garde-côtes qui arment de très nombreux bâtiments de petit ou moyen tonnage dont plusieurs navires transférés de la marine de guerre. Ce sont ses administrations qui sont par exemple présente lors du conflit territorial des îles Senkaku avec le Japon. Fin 2012, ils étaient organisé ainsi :
- China Custom, douane du ministère de l’économie et chargée de la lutte contre les trafics illicites dans les eaux territoriales,
- China Coast Guard, du ministère de la Sécurité publique et chargée de la police dans les eaux territoriales,
- China Maritime Safety Administration, du ministère des transports et chargée de l’application de la réglementation maritime dans les eaux territoriales et la zone économique exclusive,
- China Fisheries Law Enforcement Command, du ministère de l’agriculture et chargé de la police des pêches dans les eaux territoriales et la ZEE
- China Marine Surveillance, du ministère des ressources naturelles et chargée de la protection de l’environnement maritime dans les eaux territoriales et la ZEE. Ce dernier corps est en pleine expansion puisqu’il va passer de 10 000 à 15 000 hommes d’ici 2020.

En mars 2013, il est annoncé une réorganisation de ses administrations les mettant sous le commandement unique de l'administration océanique d’État placée sous l'autorité du ministère du Territoire et des ressources naturelles, mais sa direction opérationnelle pour le maintien de l'ordre va être confiée au ministère de la Sécurité publique.
Fin 2015, les gardes-chinois disposent de plus de 394 navires dont 33 de plus de 1 500 tonnes et la construction d'un second bâtiment de plus de 12 000 tonnes, les plus grands au monde dans cette fonction, étaient en cours.

## Flotte

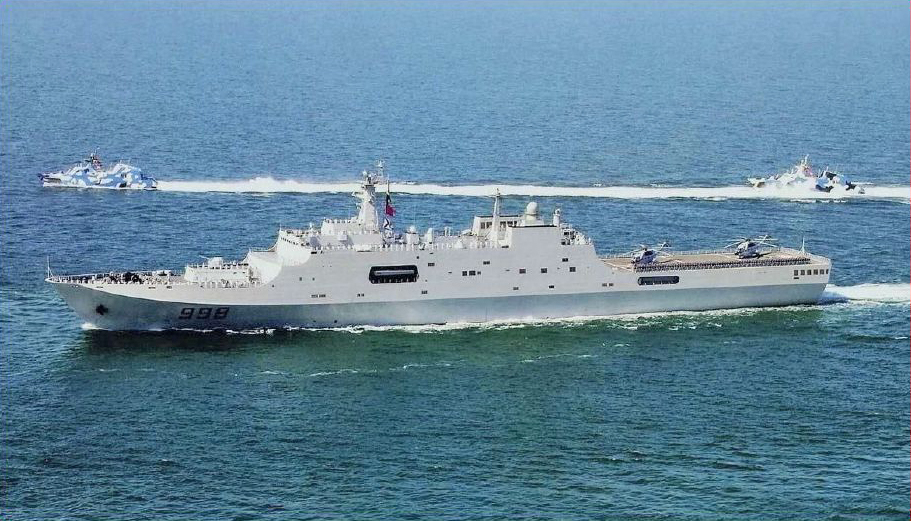
Le Yuzhao (LPD-998) du Type 071 accompagné de vedettes lance-missiles classe Houbei (Type 022).

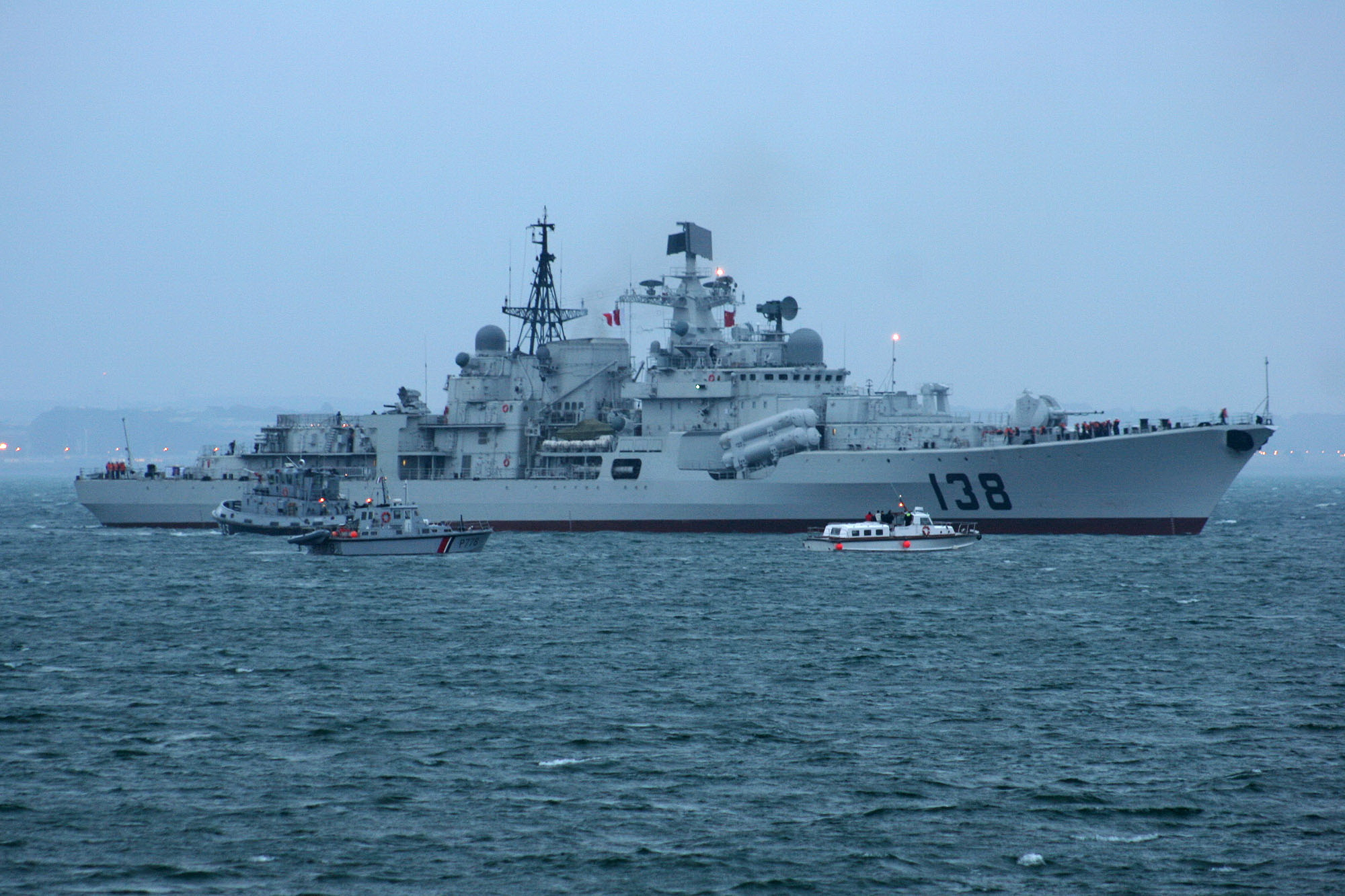
le DDG 138 Taizhou, Le 3e des Sovremennyy livré à la Chine en décembre 2005.

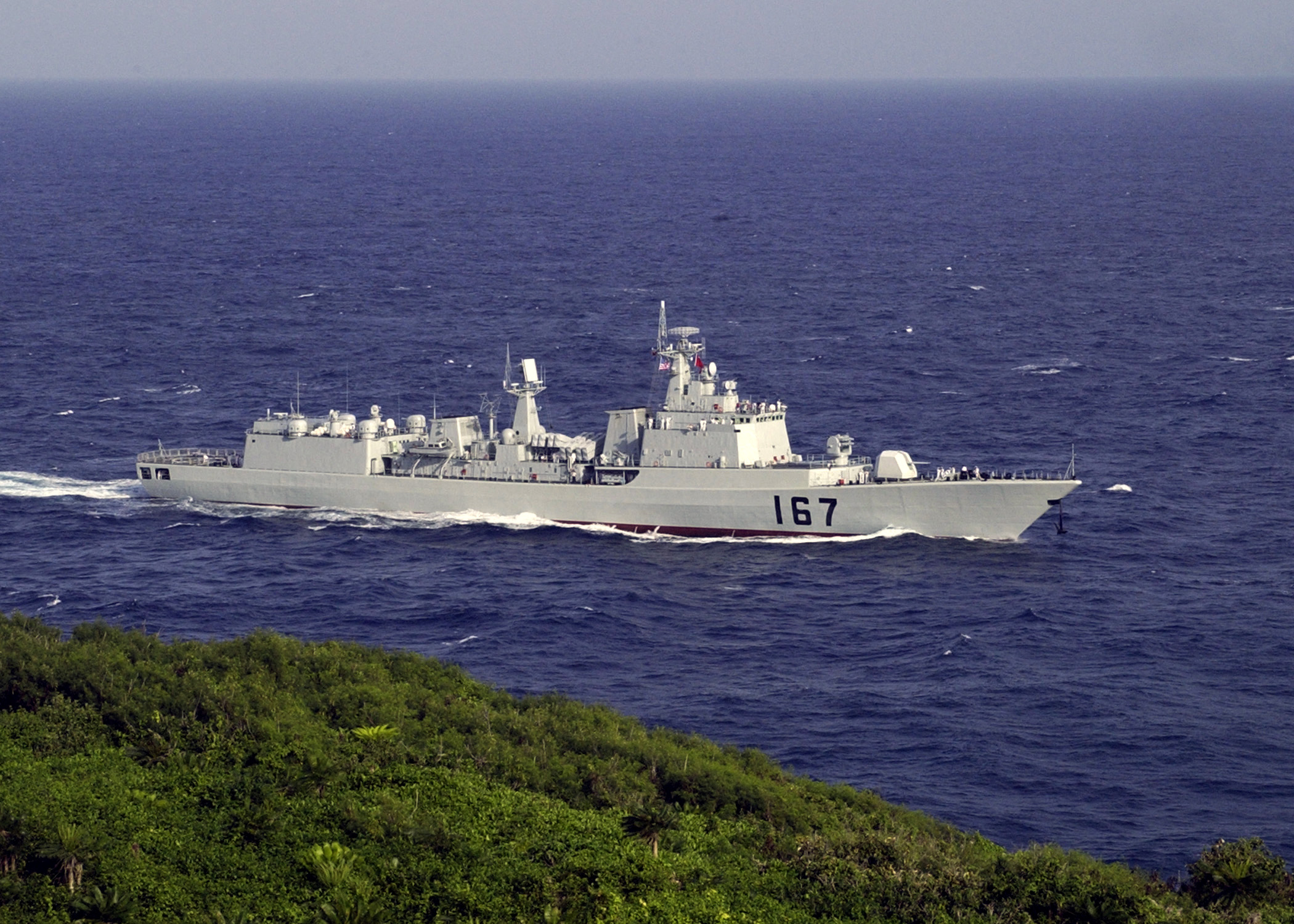
Le destroyer Shenzhen 167.

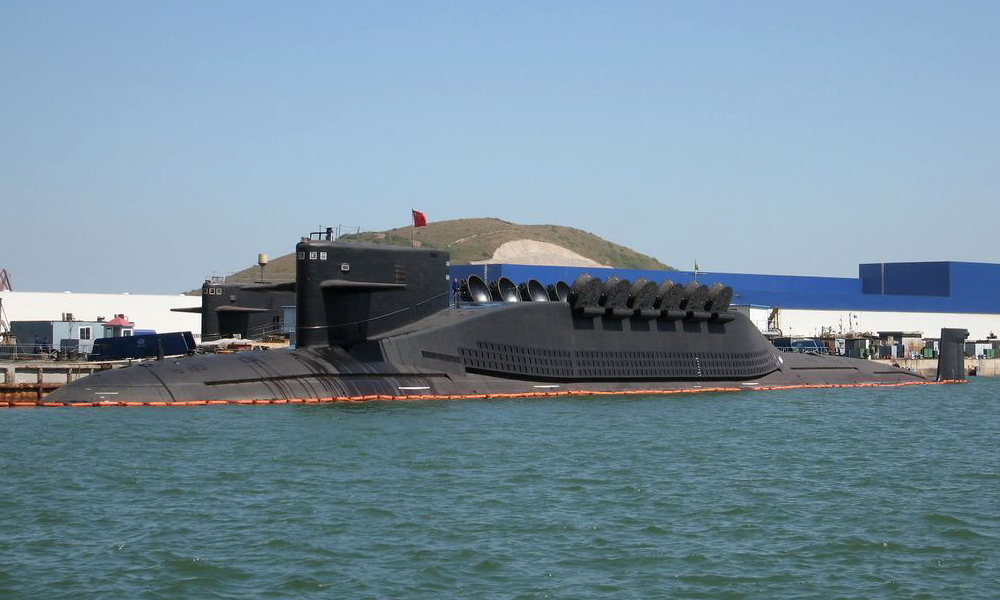
Un SNLE Type 094.

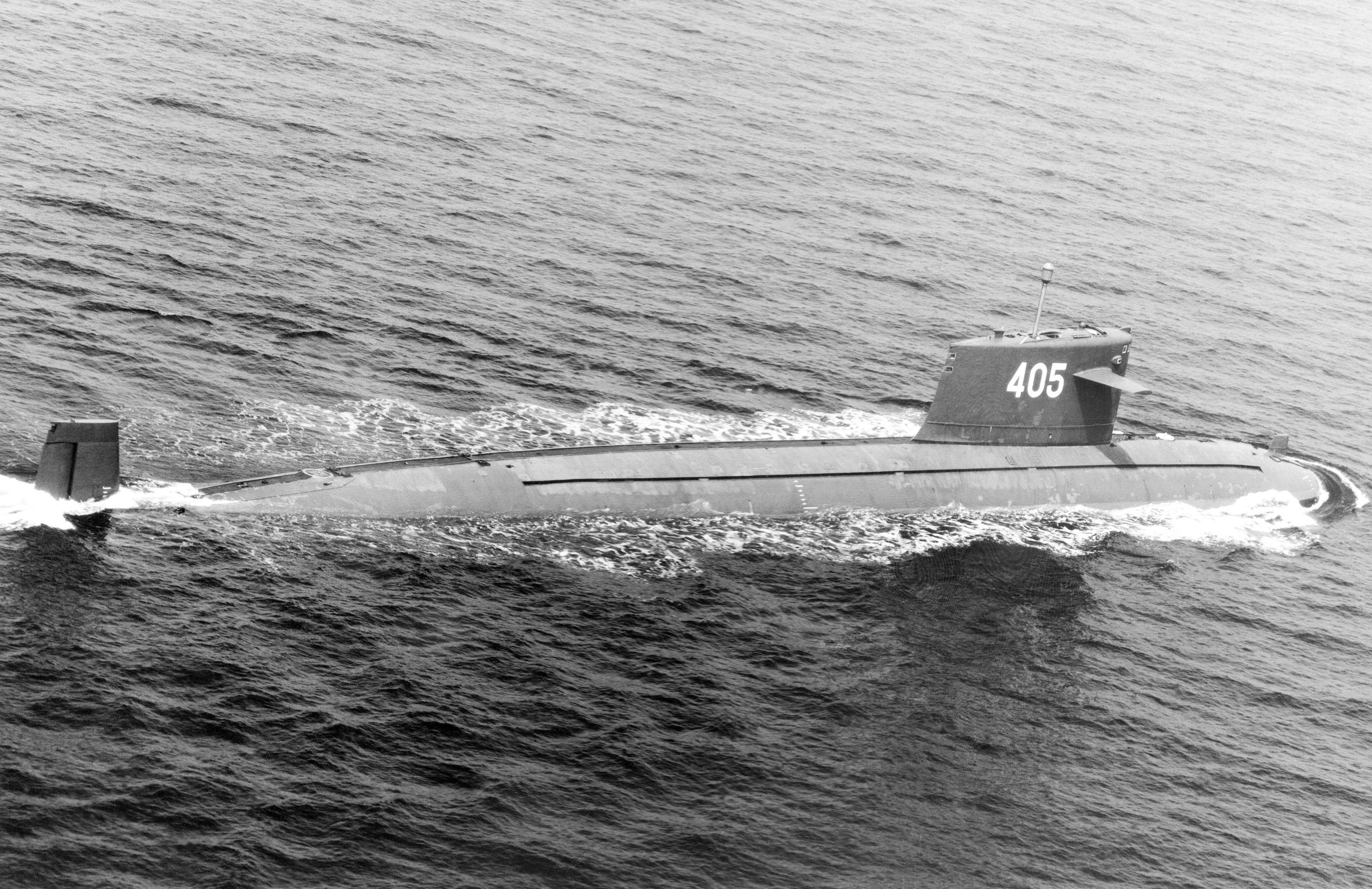
Sous-marin nucléaire d'attaque de classe Han.

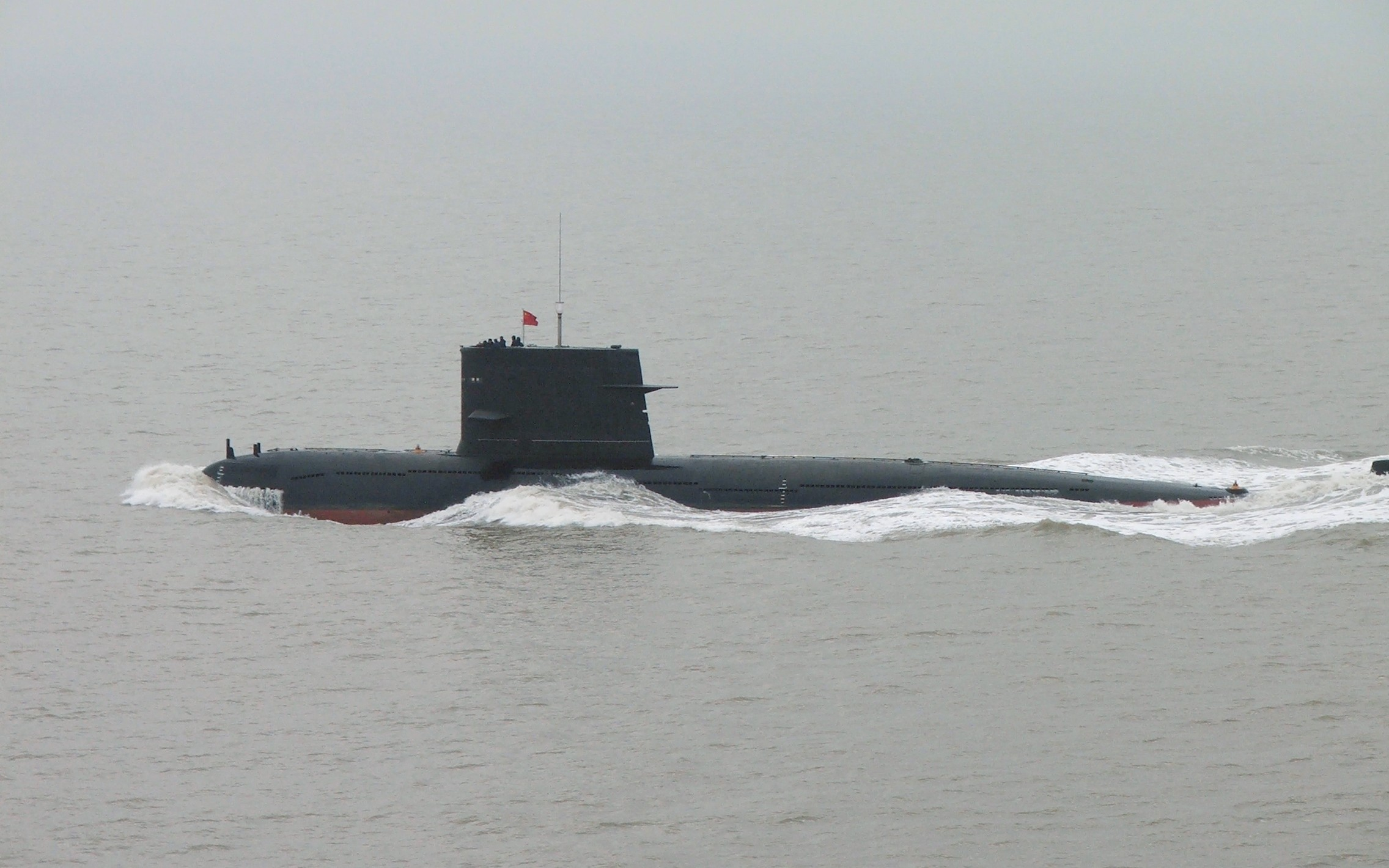
Sous-marin diesel-électrique de classe Song, première classe de sous-marin chinois de conception entièrement locale.

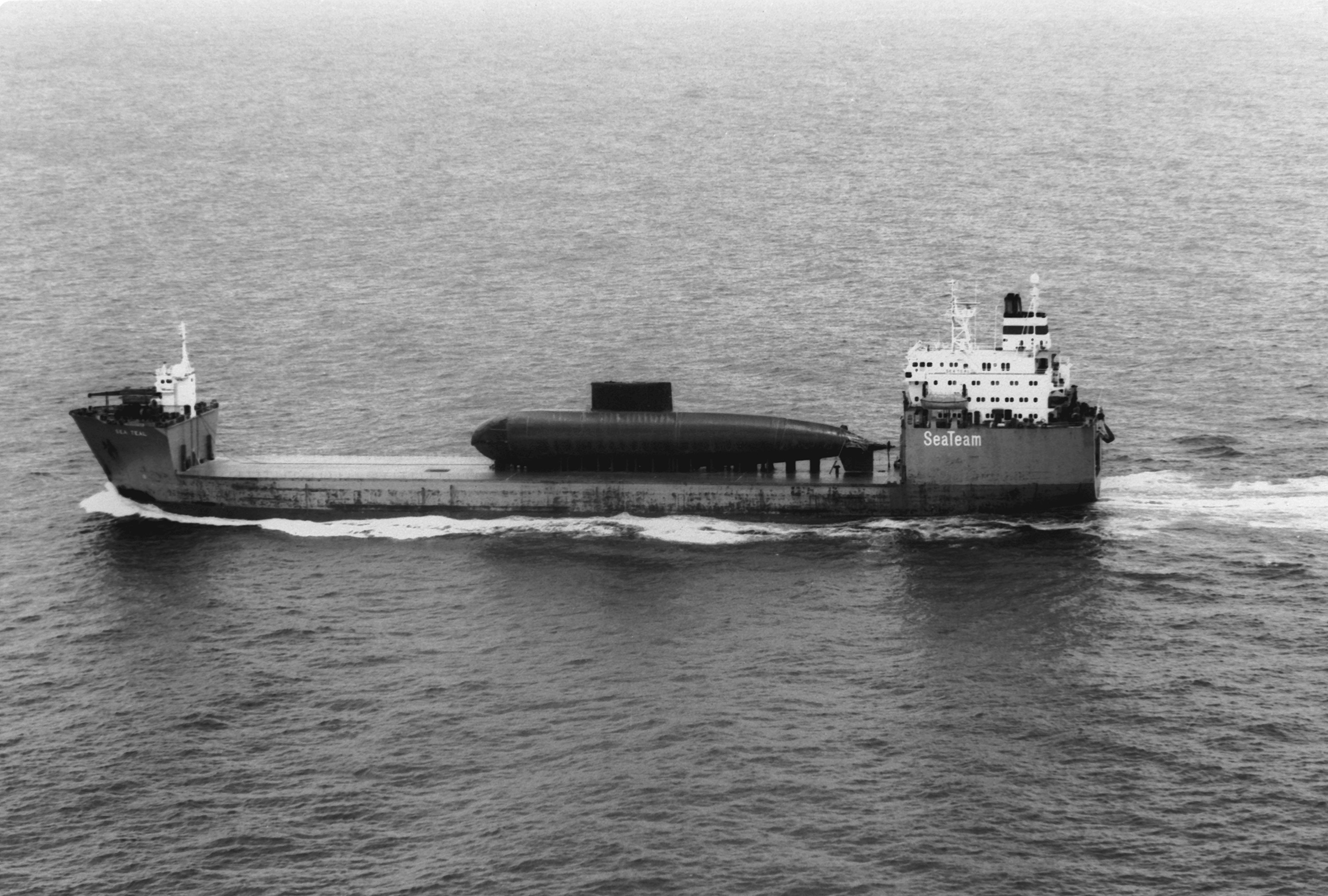
Livraison du 2e sous-marin classe Kilo en 1995.

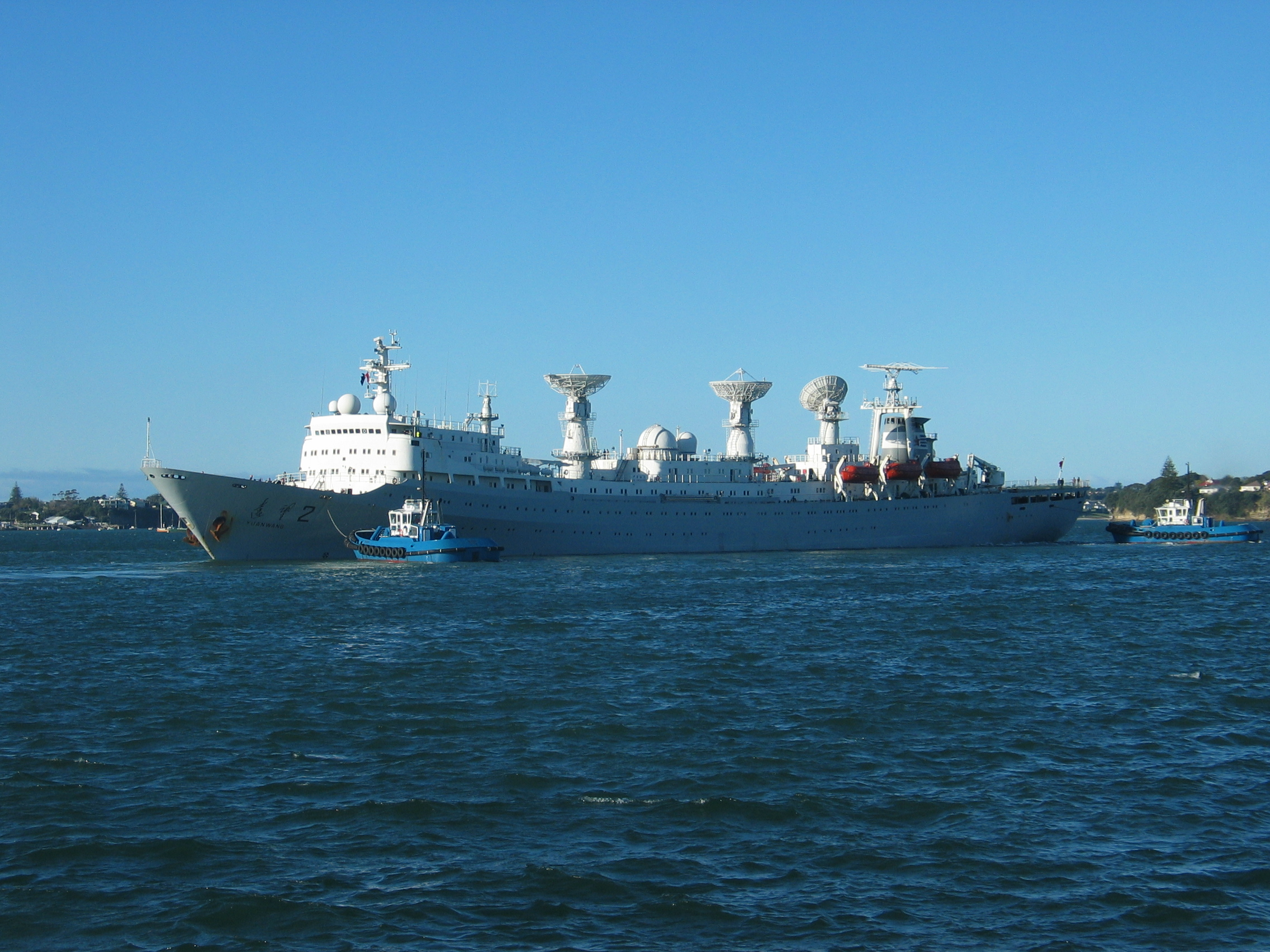
YuanWang 2, bâtiment d'observation spatiale utilisé dans le programme spatial de la Chine.

La Chine reste très discrète sur les effectifs et matériels de ses forces armées et ses chantiers navals produisent à vive allure de nouveaux bâtiments ; c'est pourquoi l'inventaire suivant n'est qu'une estimation.
Dans les années 1980, la flotte chinoise était en dessous du 10e rang mondial. Selon l'almanach Flottes de combat, au 1er janvier 2002, la flotte totalise 402 830 tonnes. Celle-ci a très fortement augmenté et au 1er janvier 2005, la marine de guerre chinoise se classe au rang de 3e puissance navale mondiale, avec 424 bâtiments de combat pour 788 870 tonnes. Au 1er novembre 2012, le tonnage atteint 919 280 t. En 2019, Le tonnage total avoisinerait les 1 500 000 tonnes soit une augmentation de 50 % par rapport à 2012.

### Ordre de bataille en 2018
Selon le site d'information East-Pendulum : « La marine chinoise a admis au service actif un total de 17 nouveaux navire de guerre pendant l'année 2017 (les nouveaux sous-marins diesel et nucléaires ne sont pas compris dans ce chiffre).
Parmi les 17 nouveaux navires, on compte 2 destroyers, 2 frégates, 8 corvettes, 1 pétrolier ravitailleur pour groupe aéronaval, 1 baliseur militaire, 1 navire école, 1 remorqueur hauturier et 1 navire de renseignement. »
Par ailleurs une quinzaine de nouveaux navires ont été mis à l'eau pendant cette année 2017.
Pour 2018, le cycle de mise à l'eau s'accélère puisque 14 nouveaux bâtiments sont déjà sortis des différents chantiers et parmi eux deux destroyers type 055 de 12 000 tonnes, ce qui fait quatre bâtiments de ce type sortis en une année.
Pour 2018, on dénombre un total de 24 frégates type 054A intégrées parmi les six flottilles de navires de combat chinois sur un total de 30 frégates de ce type commandées. La marine chinoise a par ailleurs commencé la conception d'un nouveau modèle de frégate à propulsion électrique de type 054B.
Pour les destroyers modernes de type 052D de 7 000 tonnes, toujours selon le site East-pendulum, 4 nouveaux navires de ce type devraient entrer en service actif cette année ce qui devrait porter le nombre de bâtiments à une quinzaine sur les 18 navires commandés par la marine chinoise. Par ailleurs le destroyer Type 052D s'inspire du destroyer 052C construit en six exemplaires, ce qui portera à 24 le total des destroyers pour 2018.
Du côté des porte-avions, le deuxième porte-avions chinois, le premier de conception locale, a terminé ses essais en mer. Un troisième porte-avions est en construction mais aucun détail n'est donné pour savoir si ce porte-avions sera à propulsion conventionnelle ou nucléaire. Par ailleurs, toujours selon le site East Pendulum, des essais seraient en cours sur le type de catapulte (vapeur ou électromagnétique) que ce porte-avions pourrait utiliser.

### Ordre de bataille en 2016/2017
Le nombre et la qualité des grands bâtiments de combat s'accroit. En décembre 2015, le Ministère japonais de la Défense déclare que la marine chinoise dispose de 871 bateaux totalisant 1 470 000 tonnes . Début 2016, un porte-avions de 50 000 t est en construction ainsi que des destroyers de Type 055 de 190 m de long et 12 000 tonnes de déplacement équivalent à des croiseurs. Elle dispose à cette date, selon la marine russe, de 90 grands navires de combat de surface pour 712 100 t de tonnage et de 42 600 tonnes de sous-marins soit un total de 754 700 t de navires de guerre.
Les chantiers navals chinois lui ont livré trois grands navires de débarquement (dont un amphibie de 25 000 tonnes), trois destroyers, quatre frégates et cinq corvettes et nombre de navires logistiques et petits bâtiments de combat :
- 1 navire amphibie de débarquement Type 071 – classe Yuzhao (25 000 tonnes) : Yimen Shan
- 2 navires de débarquement Type 072A – classe Yuting III (4 800 tonnes) : Dabie Shan ; Taixing Shan
- 2 destroyers Type 052D – Classe Luyang III (7 500 tonnes) : Changsha ; Hefei
- 1 destroyer Type 052C - Classe Luyang II (7 000 tonnes) : Xi’an
- 4 frégates Type 054A - Classe Jianglai II (4 050 tonnes) : Huanggang ; Daqing ; Yangzhou ; Handan
- 5 corvettes Type 056 – Classe Jiangdao (1 440 tonnes) : Xinyang ; Huangshi ; Suzhou ; Suqian ; Qinhuangdao

En 2016, la marine chinoise devrait être dotée de :
- 3 destroyers de type 052D ;
- 3 grands navires de débarquement de type 072A ;
- 2 frégates de type 054A ;
- 3 corvettes de type 056.

La Chine est également en train de moderniser ses quatre destroyers russes de classe Sovremenny (projet 956).
En 2017, la Chine disposera au total d’une trentaine de destroyers (dont 9 très modernes Type 052D), d’une cinquantaine de frégates (dont plus d’une vingtaine de Type 054A) et d’une quarantaine de grands navires de débarquement (dont quatre navires amphibies de 25 000 tonnes de Type 071).

### Ordre de bataille en 2012
Entre fin 2011 et fin 2012, la Chine a lancé ou mis en service un porte-avions, 3 sous-marins, 5 destroyers lance-missiles, 5 frégates, 7 corvettes, une vingtaine de patrouilleurs lance-missiles, 4 dragueurs océaniques, 2 transports de chalands de débarquement, 2 pétroliers-ravitailleurs, 2 bâtiments-bases de sous-marins et 2 bâtiments d’expérimentation.
Au 1er octobre 2012, le tonnage de 919 280 t, selon flotte de combat 2012, se répartissait comme ci :
- 1 porte-avions, 46 000 t, 48 aéronefs embarquables,
- 3 SNLE, 22 500 t, 36 missiles mer-sol balistique stratégique
- 6 sous-marins nucléaires d'attaque, 28 500 t,
- 57 sous-marins diesel-électrique, 106 750 t,
- 346 autres bâtiments de combat, 312 620 t, dont 40 d'un tonnage supérieur à 2 000 t,
- 96 bâtiments amphibies, 195 980 t, dont 30 d'un tonnage supérieur à 2 000 t,
- 18 bâtiments de soutien, 206 930 t.

### Ordre de bataille en 2008
Navires en service en 2008,, :
- 13 destroyers modernes (classes Sovremennyy -4 exemplaires-, Luyang, Luyang-II, Luhai, Luhu) ;
- 14 destroyers anciens (classe Luda dont le retrait pourrait débuter dans un avenir proche) ;
- 17 frégates modernes (classes Jiangkai, Jiangwei, Jiangwei-II) ;
- 30 frégates anciennes (classe Jianghu) ;
- 3 SNLE (classe Xia et 2 classe Jin) ;
- 5 sous-marins nucléaires d'attaque (3 de classe Han (en) et 2 de classe Shang (en));
- 55 sous-marins diesel-électrique (classes Yuan, Kilo, Song, Ming, Romeo) ;
- plus de 263 corvettes et patrouilleurs (classes Houbei, Houxin, Houjian, Haiqing, Haijiu, Hainan, Shanghai-II) ;
- 1 LPD de Type 071 ;
- 38 LST (classe Yudeng, classe Yukan, classe Yuting-I, classe Yunshu, classe Yuting-II).

### Ordre de bataille en 2002
- 1 SNLE type Xia
- 1 sous-marin classique lanceur d'engins (SSB) Golf
- 5 sous-marins nucléaires d'attaque Han
- 63 sous-marins diesel-électrique (SS)
- 21 destroyers (DDG, DDM)
- 43 frégates (FFG, FFGS, FF)
- 63 patrouilleurs lance-missile (PM)
- 15 hydroptères (Classe Huchwan)
- 216 patrouilleurs (PCL, PBF)
- 94 navires de guerre des mines (MSF, MSC, ML).

La flotte amphibie comprenait au 1er janvier 2002 :
- 1 porte-hélicoptères auxiliaire Shichang de 10 000 t (capacité de transport : 200 h) ;
- t ransports d'assaut Quiongshu de 2 150 t (capacité : 400 hommes) ;
- 10 LST Yuting de 3 770 t (250 hommes + 10 chars) ;
- 7 LST Yukan de 3 110 t (200 hommes + 10 chars) ;
- 2 LSM de 1 460 t (250 t de matériel) ;
- 22 LSM Yuliang de 1 100 t (cap : 3 chars) ;
- 13 LSM Yuhai de 800 t (250 hommes + 2 chars) ;
- 236 LCM Yunnan de 85 t (+ 200 en réserve) (cap : 46 t ou 1 char) ;
- 30 LCM Yuchin de 60 t (+ 30 en réserve) ;
- 10 aéroglisseurs Jingsah de 70 t.

La flotte de soutien comprenait au 1er janvier 2002 :
- 3 bâtiments-bases de sous-marins (AS) Da Jiang de 10 975 t ;
- 2 bâtiments-bases de sous-marins (AS) Dalang I de 3 700 t ;
- 2 bâtiments-bases de sous-marins (AS) Dalang II ;
- bâtiments-bases de sous-marins (AS) Hudong de 4 500 t ;
- 2 bâtiments-bases de sous-marins (AS) Dadong de 2 800 t ;
- 2 bâtiments-bases de sous-marins (AS) Dazhou de 1 100 t ;
- 1 pétrolier-ravitailleur (AOR) type Komandarm Fedko de 37 000 t ;
- 2 pétroliers-ravitailleur (AOR) type Fuquing de 14 600 t ;
- 3 pétroliers côtiers (AOL) type Jinyou ;
- 2 pétroliers côtiers (AOL) type Shengli de 3 300 t ;
- 1 pétrolier côtier (AOL) type N 1101 ;
- 1 pétrolier côtier (AOL) type N 1102 ;
- 3 pétroliers côtiers (AOL) type 630 ;
- 19 pétroliers côtiers (AOL) type Fuzhou de 1 200 t ;
- 16 pétroliers côtiers (AOL) type Fulin de 2 200 t ;
- 23 pétroliers côtiers (AOL) type Guangzhou de 530 t ;
- 2 transports (AK) Dayan de 8 500 t ;
- 1 transport léger (AKL) Galati de 5 200 t ;
- 2 transports légers (AKL) Yantai de 3 330 t ;
- 7 transports légers (AKL) Hongqi de 1 950 t ;
- 7 transports légers (AKL) Danlin de 1 290 t ;
- 5 transports légers (AKL) Dandao de 1 600 t ;
- 5 navires hydrographiques (AGS) type Yanlai de 1 100 t ;
- 5 navires hydrographiques (AGS) type Yannan de 1 750 t ;
- 1 navire hydrographique (AGS) type Shuguang de 500 t ;
- 1 navire hydrographique (AGS) type Gabzhu de 1 000 t ;
- 2 navires océanographiques (AGOR) type Kan de 2 300 t ;
- 3 navires collecteurs de renseignement (AGI) Yanha de 3 200 t ;
- 1 navire collecteur de renseignement (AGI) Yanbing de 4 400 t ;
- 1 navire collecteur de renseignement (AGI) Dadie de 2 300 t ;
- 1 bâtiment d'expérimentation (AGE) type Yen Hsi de 1 200 t ;
- 1 bâtiment d'expérimentation (AGE) type Wuhu de 4 630 t ;
- 1 bâtiment d'expérimentation (AGE) type Shiyan de 4 600 t ;
- 1 navire-école (AX) type Dakin de 4 500 t ;
- 4 bâtiments d'observation spatiale (ASVS) Yuan Wang de 17 000 t ;

## Aviation navale chinoise

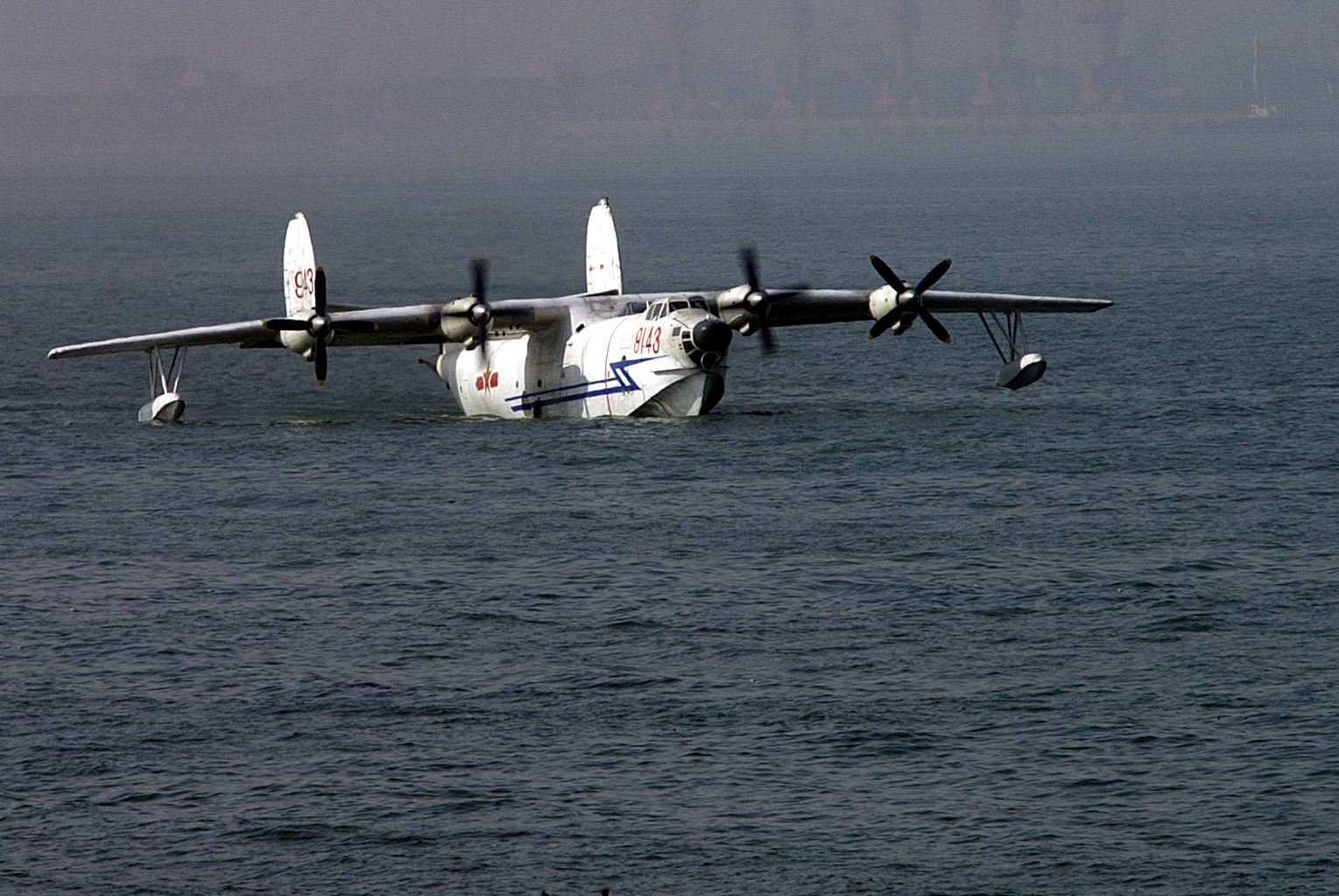
Hydravion Shuihong 5

L'effectif de l'aviation navale chinoise est de 26 000 hommes en 2023.

Il fut spéculé par divers médias spécialisés dans la seconde moitié des années 2000 que la Chine devait acheter deux avions de grande reconnaissance Tupolev Tu-95 Bear et 4 bombardiers Tupolev Tu-22M mais cela ne s'est pas concrétisé.

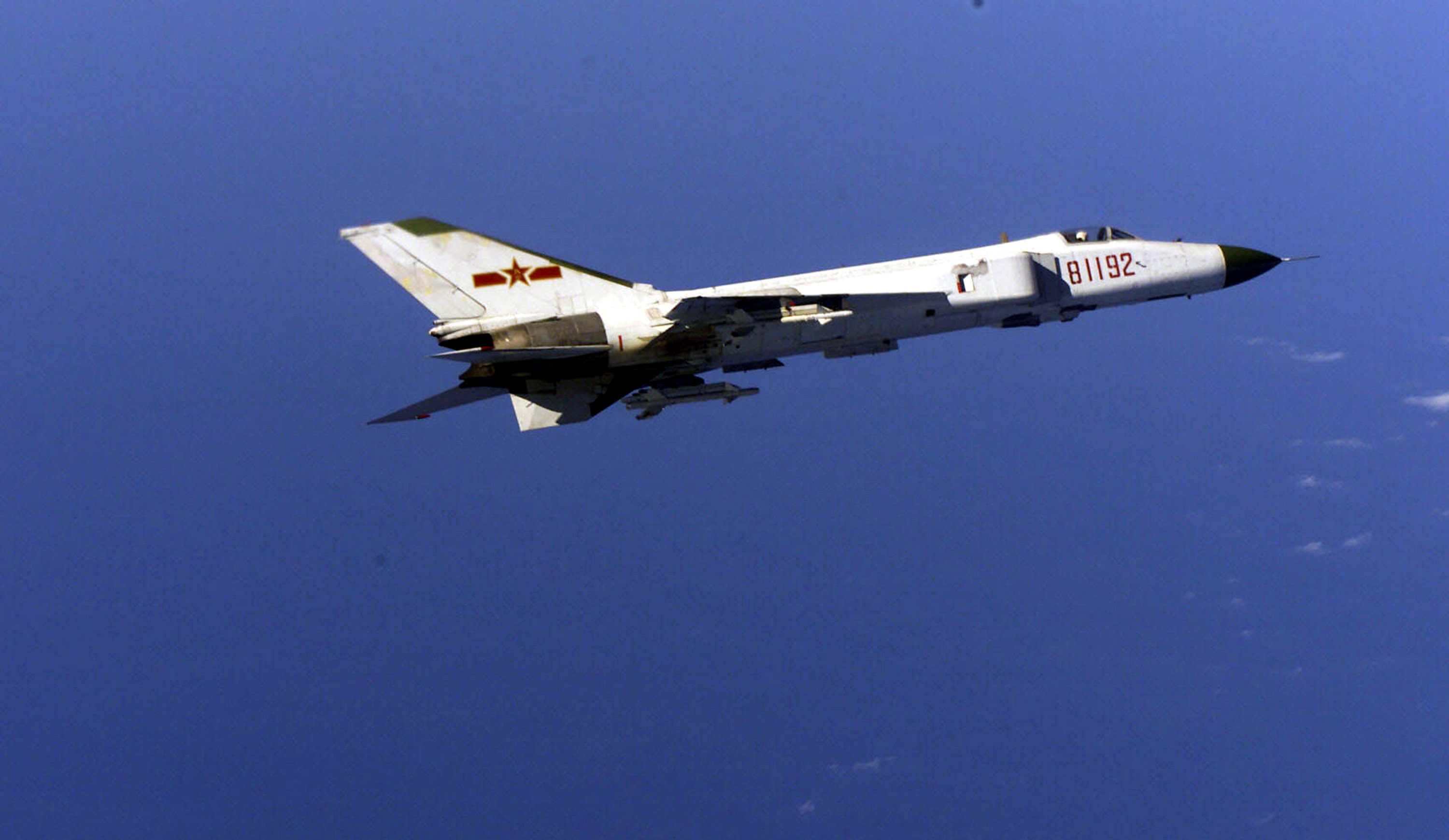
Chasseur Shenyang J-8 de l'aéronavale

| Principaux aéronefs de la marine chinoise |                                                   |                |                                       |
| Aéronefs                                  | Type                                              | Nombre en 2008 | Nombre en 2023                        |
| Avions de combat                          |                                                   |                |                                       |
| Chengdu J-10                              | avion multirôle                                   |                | 16 J-10A 7 J-10S                      |
| Chengdu J-7                               | chasseur                                          | ~ 100          | 0                                     |
| Soukhoï Su-30                             | chasseur multirôle                                | 28             | 24                                    |
| Shenyang J-15                             | Avion de chasse                                   |                | ~ 60                                  |
| Shenyang J-11                             | Avion de chasse                                   |                | 72                                    |
| Shenyang J-8                              | avion d'interception                              |                | 24                                    |
| Nanchang Q-5                              | avion d'attaque au sol                            | ~ 50           | 0                                     |
| Xian JH-7                                 | avion d'attaque au sol                            | ~ 30           | 48 JH-7 72 JH-7A                      |
| Xian H-6                                  | bombardier                                        | ~ 80           | 45                                    |
| Sous-total                                | Sous-total                                        |                | 368                                   |
| Avions de support                         |                                                   |                |                                       |
| Shaanxi KJ-200                            | Système de détection et de commandement aéroporté |                | 6                                     |
| KJ-500                                    | Système de détection et de commandement aéroporté |                | + 14                                  |
| Harbin SH-5                               | avion de reconnaissance                           |                |                                       |
| Shaanxi KQ-200 (en)                       | avion de patrouille maritime                      |                | + 20                                  |
| Shaanxi Y-9JZ (en)                        | avion de reconnaissance                           |                | 6                                     |
| Shaanxi Y-8                               | avion de reconnaissance                           |                | 11                                    |
| Xian H-6DU                                | avion ravitailleur                                |                | 5                                     |
| Sous-total                                | Sous-total                                        |                | 62                                    |
| Avions de transport                       |                                                   |                |                                       |
| Shaanxi Y-8 - Antonov An-24               | avion de transport                                |                | 8                                     |
| Xian Y-7 - Antonov An-24                  | avion de transport                                |                | 8                                     |
| Y-5                                       | avion de transport                                |                | 20                                    |
| Sous-total                                | Sous-total                                        |                | 36                                    |
| Avions d'entrainement                     |                                                   |                |                                       |
| Nanchang CJ-6                             | avion d'entraînement                              |                |                                       |
| Hélicoptères                              |                                                   |                |                                       |
| Mil Mi-8                                  | hélicoptère de transport                          |                | 8                                     |
| Zhihengi-8                                | hélicoptère de transport/Lutte ASM                |                | 8 SA-321 13 Z-8J 9 Z-8 2 Z-8S 4 Z-8JH |
| Harbin Z-9 - SA365 Dauphin                | hélicoptère de transport/Lutte ASM                |                | 14 Z-9C 11 Z-9D 2 Z-9S                |
| Kamov Ka-27                               | hélicoptère de transport/Lutte ASM                |                | 14                                    |
| Kamov Ka-31                               | Hélicoptère de guet aérien                        |                | 9                                     |
| Changhe Z-18 (en)                         | hélicoptère de transport                          |                | 4 Z-18 5 Z-18F                        |
| Sous-total                                | Sous-total                                        |                | 103                                   |

## Les porte-avions chinois

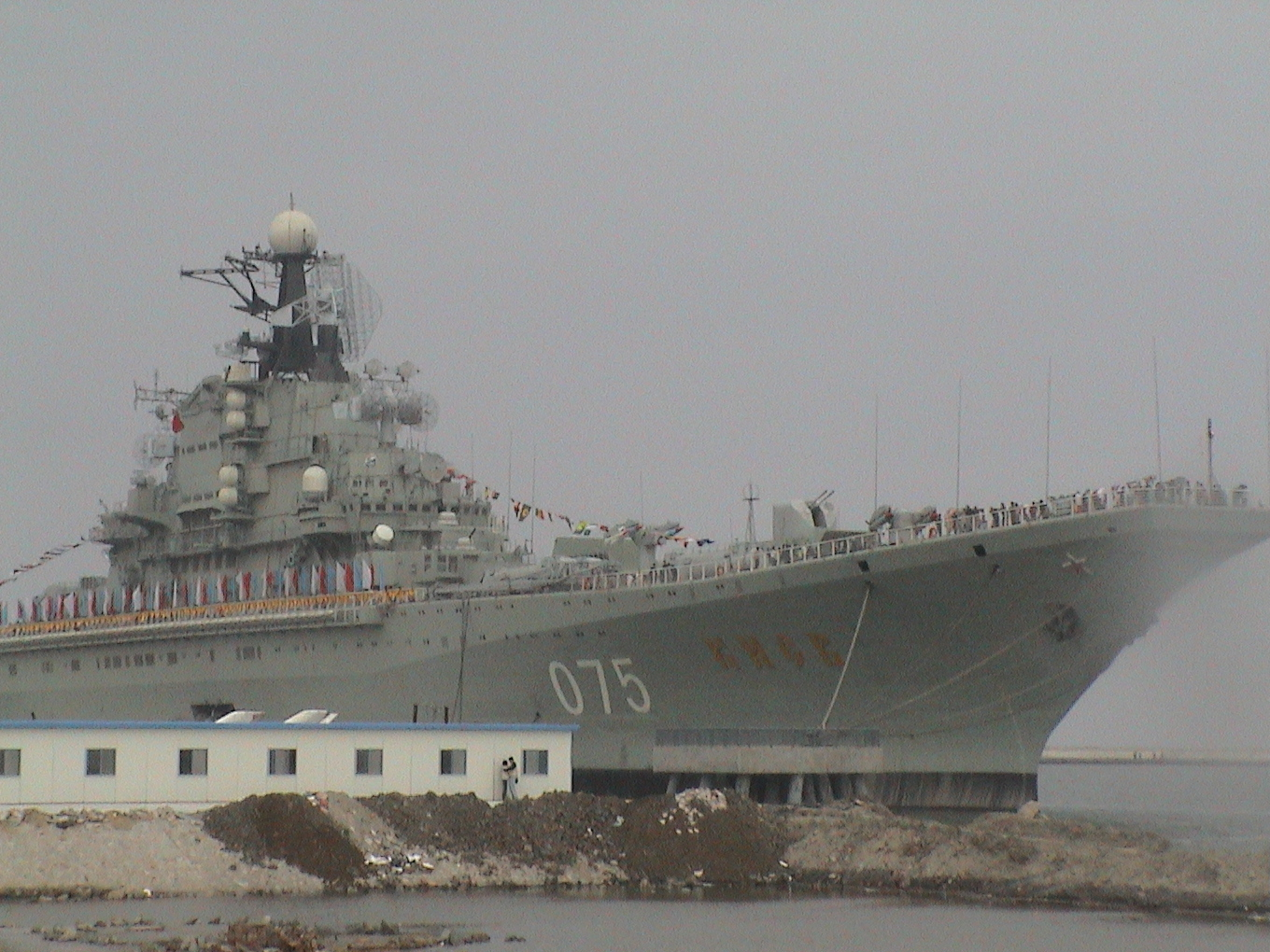
L'ex-porte-avions soviétique Kiev converti en parc à thème à Tianjin, Chine en 2004.

La république populaire de Chine a acheté, à partir de 1985, quatre porte-avions désarmés ou en construction. Le HMAS Melbourne australien acheté en 1985 officiellement destiné à la ferraille fut étudié dans le cadre du programme secret de porte-avions chinois.
Ce programme a été dévoilé implicitement à la suite des déclarations de Sun Laiyan, directeur général du Bureau d'État de la navigation en octobre 2006 : « La Chine, dont les eaux territoriales s'étendent à plus de trois millions de kilomètres carrés, est sans nul doute un grand pays maritime. Avec la croissance rapide de son industrie de construction navale, elle sera capable petit à petit de construire ce genre de bâtiment de guerre ». En effet, et bien qu'à l'heure actuelle essentiellement côtière, la marine chinoise est la 3e au monde et prétend au statut de puissance militaire globale. Au-delà, elle ambitionne d'assurer la protection de ses lignes maritimes (approvisionnement en pétrole et gaz) et d'assoir son influence sur le sud de la mer de Chine, l'océan Indien et de peser sur Taïwan. On estime que l'armée populaire de libération pourrait mettre en service son premier porte-avions de conception nationale de 48 000 t. en construction depuis 2015 (« plan 9985 » ou « projet 9935 ») d'ici la fin des années 2020.
Les deux porte-avions soviétiques de la classe Kiev, le Kiev et le Minsk ont été vendus à la Chine par l'Ukraine et la Russie pour y être utilisés l'un comme parc à thème à Tianjin en 2004, l'autre comme navire musée à Shenzhen en 1995.
Le Variag de 67 000 tonnes, navire-jumeau de l'Amiral Kouznetsov, était construit à 70 % lorsqu'il fut abandonné en 1992. Pour l'essentiel, la coque et l'appareil propulsif étaient achevés mais il manquait l'armement, l'électronique et les finitions. Lorsqu'il fut acheté par une société chinoise en mars 1998 ce navire devait devenir officiellement un casino flottant à Macao. Il arrive en mars 2002 à la base navale de Dalian.
En mai 2005 il est placé en cale sèche puis, en août, sa coque reçoit une livrée grise de la marine militaire chinoise. À l'arsenal de Dalian, le Varyag est restauré, complété, modernisé et renommé (supposément) Shi Lang puis officiellement Liaoning.

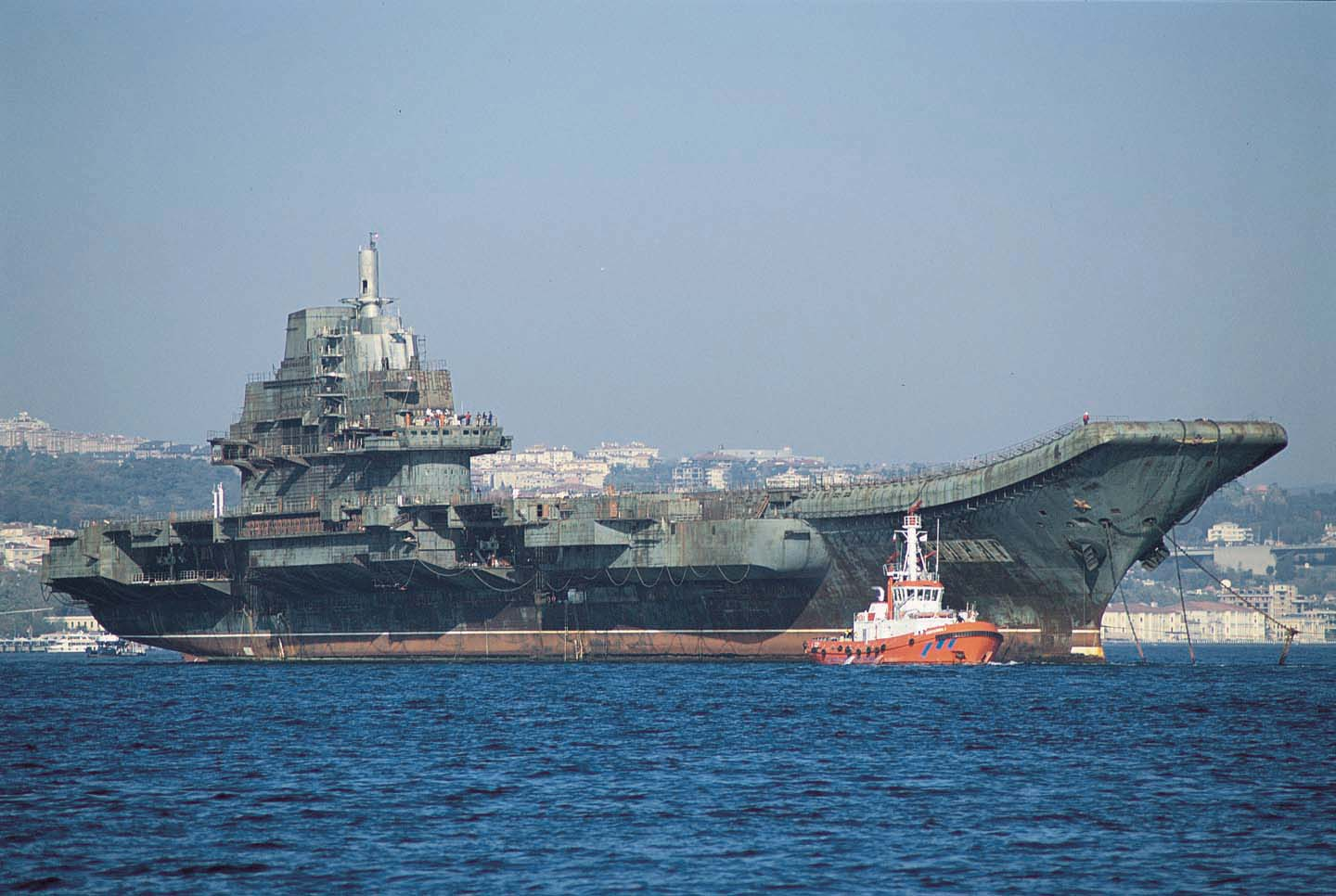
L'ex-porte-avions soviétique Varyag remorqué de l'Ukraine vers la Chine.

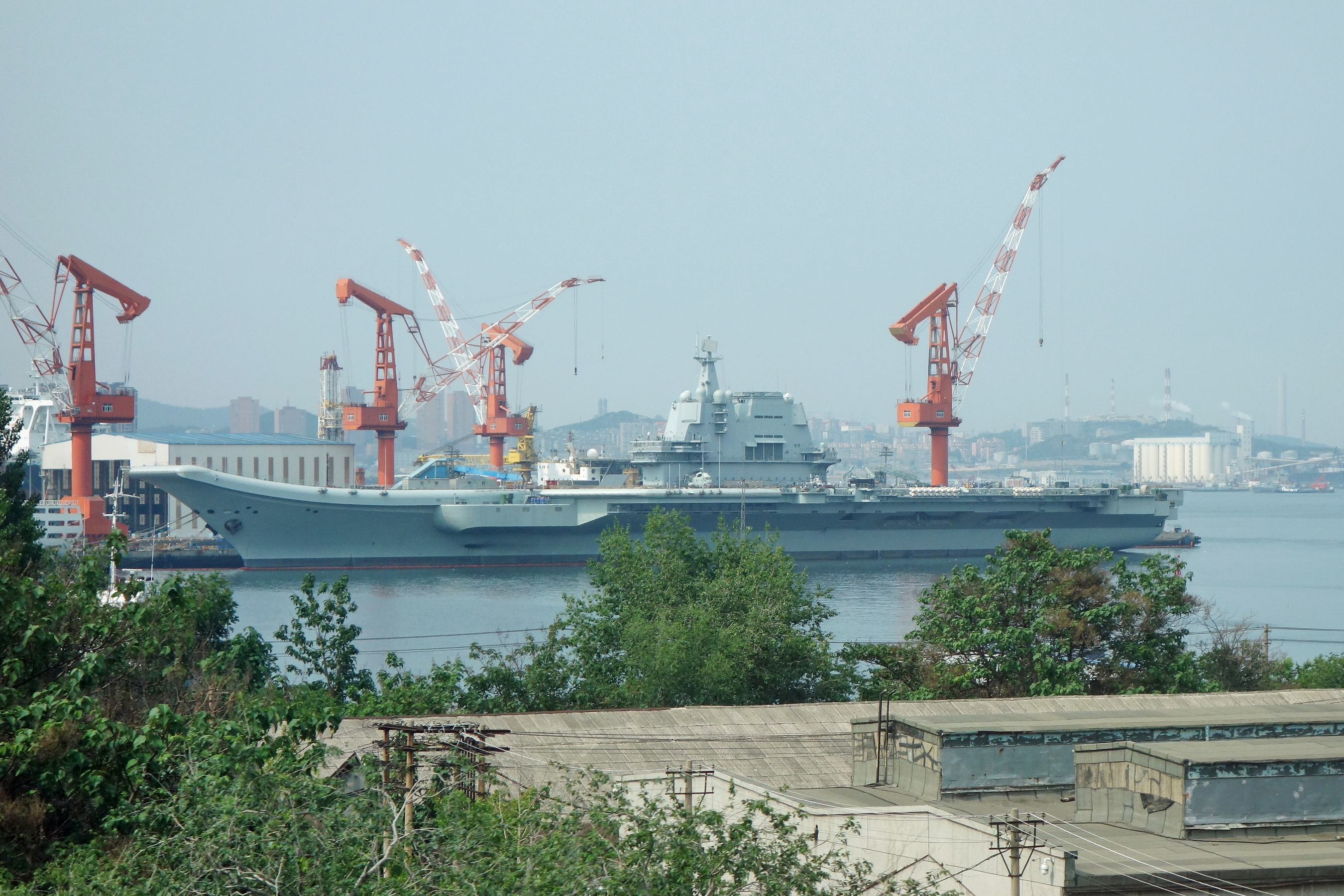
Le en aout 2019.

Ce porte-avions peut vraisemblablement devenir le navire-amiral de la flotte chinoise dans le courant de la décennie 2010. En 2009, des photographies satellites ont permis de localiser dans le district de Yanliang une base d'expérimentation chinoise testant des Soukhoï Su-30 et pourvue d'une rampe de décollage de porte-avions de type Ski Jump (réplique du Liaoning),,. En janvier 2010, l'aéronavale chinoise a 23 Su-30MK2 en service et en juin de la même année, le porte-avions chinois était photographié au mouillage à Dalian,, ses premiers essais en mer furent annoncés pour début juillet 2011. Ils commencèrent le 10 août 2011. Le 26 août 2012 au matin, le conflit de la Chine continentale et Taïwan contre le Japon sur les îles Senkaku précipite les choses. Stationné à Dalian, le porte-avions est annoncé au Peuple (par l'intermédiaire des journaux) comme prêt pour partir vers les îles. Il entre officiellement en service actif un mois plus tard, le 24 septembre 2012 et peut mettre en œuvre une dizaine de chasseurs.
Le 7 juin 2011, Chen Bingde, chef d'état-major des armées chinoises confirme qu'un autre porte-avions de construction nationale est en chantier (« Plan 9985 » ou « Projet 9935 »). En 2008, il était estimé que sa construction débute en 2009, qu'il entre en service vers 2015 et qu'il ait un tonnage entre 50 et 60 000 t mais cela ne s'est pas réalisé.
Finalement la construction du second porte-avions chinois, le Shandong, est signalée en 2013 aux chantiers navals de Dalian. Le 18 octobre 2015, le premier module du hangar du porte-avions et sa mise à flot. Sa conception est inspirée du Liaoning, Il a été construit dans les chantiers navals de Jiangnan, près de Shanghai. Ce navire de 50 000 tonnes est plus long (315 mètres de long pour 75 mètres de large) afin d'embarquer Modèle:Nomre. Il a commencé ses premiers essais en mer en 2018 et entre en service le 17 décembre 2019.
En 2017, des experts chinois estiment que l’objectif final est une flotte de six porte-avions.
Un troisième porte-avions à propulsion nucléaire a été mis l'eau en 2025. Par ailleurs, selon le site East Pendulum des essais seraient en cours sur le type de catapulte (vapeur ou électromagnétique) de ce porte-avion